# Theodor Zink
Theodor Zink (* 24. September 1871 in Ulmet; † 31. Oktober 1934 in Kaiserslautern) war ein Lehrer, Sammler, Heimatforscher und Konservator der Landesgewerbeanstalt in Kaiserslautern sowie Gründer des Theodor-Zink-Museums.

## Leben
Theodor Zink schlug wie sein Vater zunächst den Lehrerberuf ein. Nach Besuch der Präparandenschule in Kusel sowie des Lehrerseminars in Kaiserslautern (1888–1890) war er in mehreren westpfälzischen Orten als Lehrer tätig. 1900 wurde er nach Kaiserslautern versetzt, wo er zuletzt als Oberlehrer tätig war.
Neben dem Schuldienst sammelte er viele Dinge aus dem Handwerk und der Volkskunde. Seine Untersuchungen zur Stadtgeschichte von Kaiserslautern ermutigten ihn, ein öffentliches Museum aufzubauen. Der Erste Weltkrieg machte dieses Vorhaben jedoch zunichte.
1924 quittierte Zink den Schuldienst und wurde Konservator bei der pfälzischen Landesgewerbeanstalt Kaiserslautern. Dort übernahm er die Abteilung „Inventarisation der pfälzischen Handwerksaltertümer“ und bereiste zusammen mit dem Fotografen Reinhold Wilking (1899–1944) die Pfalz. In diesem Rahmen entstand nicht nur eine umfangreiche Fotothek, sondern es konnten auch zahlreiche Objekte für die Sammlungen erworben werden.
Seit 1926 bekam er von der Stadt Kaiserslautern einige Räume provisorisch zur Verfügung gestellt, in denen er seine gesammelten Werke ausstellen konnte. Durch unzählige Sachspenden aus der Bevölkerung wurde der Platz in diesen Räumlichkeiten zu klein. Es fand sich ein entsprechendes Gebäude am Stiftsplatz, die ehemalige Spittelmühle. Das Museum sollte im Oktober 1934 eröffnet werden.
Theodor Zink verstarb, wenige Wochen vor der Eröffnung, 63-jährig an einem Herzschlag. Das Museum erhielt ihm zu Ehren den Namen Theodor-Zink-Museum.

## Neueröffnung des Museums
Die Spittelmühle wurde im Zusammenhang mit dem Bau der Ost-West-Achse, einer der heutigen Hauptverkehrswege der Stadt, abgerissen. Die Sammlungen waren im Verlauf des Zweiten Weltkriegs an verschiedene Standorte ausgelagert worden. Der Neuanfang verzögerte sich, da keine neuen Räume zur Verfügung standen. Das Museum wurde erst 1978 in einer ehemaligen Gaststätte in der Steinstraße neu eröffnet. Das Theodor-Zink-Museum zeigt eine Dauerausstellung zur Stadtgeschichte sowie wechselnde Ausstellungen. In der Scheune des Museums finden regelmäßig kulturelle Veranstaltungen statt, beispielsweise Lesungen und Kammerkonzerte.
Nach Theodor Zink ist in Kaiserslautern neben dem Museum auch eine Straße benannt.

## Schriften
- Pfälzische Brunnen. Von Pfälzer Kunst und Art. E. Lincks-Crusius, Kaiserslautern 1926.
- Nordpfälzer Bürgerhäuser, Tore und Türen. Thieme, Kaiserslautern 1929.
- Die Pfalz. Text & Bildersammlung. In: Deutsche Volkskunst. Delphin-Verlag, München 1931.
- Die Pfalz. Text & Bildersammlung von Theodor Zink. Weidlich, Frankfurt/Main 1982, ISBN 3-8035-1171-2 (unveränderter Nachdruck mit zusätzlichem Vorwort).